# Laura Tyson
Laura Tyson (ur. 28 czerwca 1947 w New Jersey) – amerykańska ekonomistka, przewodnicząca Zespołu Doradców Ekonomicznych w latach 1993–1995.